# (8498) Ufa
(8498) Ufa es un asteroide perteneciente al cinturón de asteroides, región del sistema solar que se encuentra entre las órbitas de Marte y Júpiter, descubierto el 15 de septiembre de 1990 por Liudmila Zhuravliova desde el Observatorio Astrofísico de Crimea (República de Crimea).

## Designación y nombre
Designado provisionalmente como 1990 RM17. Fue nombrado en honor a La ciudad de Ufá, un gran centro industrial y cultural en el sur de los Urales. Fundada en 1574, es la capital de Baskortostán, una república de la Federación Rusa.

## Características orbitales
Ufa está situado a una distancia media del Sol de 2,997 ua, pudiendo alejarse hasta 3,333 ua y acercarse hasta 2,662 ua. Su excentricidad es 0,112 y la inclinación orbital 10,257 grados. Emplea 1895,25 días en completar una órbita alrededor del Sol.
Pertenece a la familia de asteroides de (221) Eos.

## Características físicas
La magnitud absoluta de Ufa es 12,88. Tiene 9,455 km de diámetro y su albedo se estima en 0,180. 